# Notre-Dame-de-Boisset
Notre-Dame-de-Boisset är en kommun i departementet Loire i regionen Auvergne-Rhône-Alpes i centrala Frankrike. Kommunen ligger i kantonen Perreux som tillhör arrondissementet Roanne. År 2022 hade Notre-Dame-de-Boisset 573 invånare.

## Befolkningsutveckling
Antalet invånare i kommunen Notre-Dame-de-Boisset
| Referens: INSEE |